# Los lobos
Los lobos és una pel·lícula de drama familiar mexicana del 2019 dirigida per Samuel Kishi Leopo i escrita per Kishi, Luis Briones i Sofía Gómez-Córdova.
Los lobos és la segona pel·lícula de Kishi, que és semi-autobiogràfica i es basa parcialment en els propis records de Kishi. En la LXIII edició dels Premis Ariel fou nominada a 13 premis, i en va guanyar dos: Premi Ariel a la millor coactuació femenina per Cici Lau, i Millor banda sonora original per a Kenji Kishi.

## Argument
L'argument explica la història de Lucia (Martha Reyes Arias), que acaba d'emigrar a Albuquerque (Nou Mèxic) amb els seus fills Max (Maximiliano Nájar Márquez) i Leo (Leonardo Nájar Márquez), que tenen 8 i 5, respectivament, que passen la major part del temps al seu petit apartament mentre la seva mare treballa.
Presenta diàlegs en espanyol i anglès. The plot themes have been likened to those of The Florida Project.

## Repartiment
- Martha Reyes Arias com a Lucía[6]
- Maximiliano Nájar Márquez com a Max[6]
- Leonardo Nájar Márquez com Leo[6]
- Cici Lau com a señora Chang[6]

## Estrena
La pel·lícula es va estrenar al 24è Festival Internacional de Cinema de Busan l'octubre de 2019 i es va mostrar en altres festivals, com ara el 70è Festival Internacional de Cinema de Berlín.

## Recepció
L'agregador de ressenyes Rotten Tomatoes, informa d'un 92% de crítiques positives, d'un total de 12.

## Premis i Nominacions
| Any  | Premi                                          | Categoria                          | Nominat                            | Resultat  | Ref         |
| ---- | ---------------------------------------------- | ---------------------------------- | ---------------------------------- | --------- | ----------- |
| 2021 | LXIII edició dels Premis Ariel                 | Millor pel·lícula                  | Millor pel·lícula                  | Nominat   | [ 3 ] [ 4 ] |
| 2021 | LXIII edició dels Premis Ariel                 | Millor Director                    | Samuel Kishi Leopo                 | Nominat   | [ 3 ] [ 4 ] |
| 2021 | LXIII edició dels Premis Ariel                 | Millor actriu                      | Martha Reyes Arias                 | Nominat   | [ 3 ] [ 4 ] |
| 2021 | LXIII edició dels Premis Ariel                 | Millor actriu de repartiment       | Cici Lau                           | Guanyador | [ 3 ] [ 4 ] |
| 2021 | LXIII edició dels Premis Ariel                 | Millor actor revelació             | Leonardo Nahim Nájar Márquez       | Nominat   | [ 3 ] [ 4 ] |
| 2021 | LXIII edició dels Premis Ariel                 | Millor actor revelació             | Maximiliano Nájar Márquez          | Nominat   | [ 3 ] [ 4 ] |
| 2021 | LXIII edició dels Premis Ariel                 | Millor banda sonora                |                                    | Guanyador | [ 3 ] [ 4 ] |
| 2021 | LXIII edició dels Premis Ariel                 | Millor vestuari                    |                                    | Nominat   | [ 3 ] [ 4 ] |
| 2021 | LXIII edició dels Premis Ariel                 | Millor disseny artístic            |                                    | Nominat   | [ 3 ] [ 4 ] |
| 2021 | LXIII edició dels Premis Ariel                 | Millor so                          |                                    | Nominat   | [ 3 ] [ 4 ] |
| 2021 | LXIII edició dels Premis Ariel                 | Millor muntatge                    |                                    | Nominat   | [ 3 ] [ 4 ] |
| 2021 | LXIII edició dels Premis Ariel                 | Millor fotografia                  |                                    | Nominat   | [ 3 ] [ 4 ] |
| 2021 | LXIII edició dels Premis Ariel                 | Millor guió original               |                                    | Nominat   | [ 3 ] [ 4 ] |
| 2021 | XXVII Premis Cinematogràfics José María Forqué | Millor pel·lícula llatinoamericana | Millor pel·lícula llatinoamericana | Nominat   | [ 9 ]       |
| 2022 | XXXVI Premis Goya                              | Millor pel·lícula iberoamericana   | Millor pel·lícula iberoamericana   | Pendent   | [ 10 ]      |